# Коротков, Сергей Сергеевич
Серге́й Серге́евич Коротко́в (род. 18 июля 1959, г. Анива, Сахалинская область) — советский и российский авиаконструктор, Генеральный конструктор — заместитель Генерального директора ПАО «Объединенная авиастроительная корпорация», доктор технических наук, член-корреспондент РАРАН.

## Трудовая деятельность
1983—1986 — МЗ им. П. О. Сухого — инженер, инженер-конструктор 3 категории, инженер-конструктор 2 категории, инженер-конструктор 1 категории
1986—1988 — Служба в СА в/ч 51065, г. Моршанск, Тамбовской области
Техник самолёта
1988—2006 — ОАО «ОКБ Сухого» — Инженер-конструктор 1 категории, ведущий конструктор, зам. Главного конструктора, Главный конструктор, директор по координации программ — директор программы, главный конструктор, зам. Генерального директора — директор по координации программ
2003—2009 — ОАО «Компания „Сухой“» — Первый заместитель Генерального директора
2009—2011 — ОАО «РСК „МиГ“» — Первый заместитель Генерального директора
2011—2016 — АО «РСК „МиГ“» — Генеральный директор
2015 — по н.в. — ПАО «ОАК» — Член Правления
2011—2016 — АО "РСК «МиГ» — Генеральный директор
2016—2021 — ПАО «ОАК» — Генеральный конструктор — Вице-президент по инновациям
2021 — по н.в. — Генеральный конструктор — заместитель Генерального директора ПАО «ОАК»

## Общественная деятельность
Академик РАРАН (2024)
Академик АНАиВ

## Высшее образование
1977—1983 — Московский авиационный институт им. С. Орджоникидзе — факультет «Самолето-вертолетостроение»
2008—2010 — Академия народного хозяйства при Правительстве РФ, Институт бизнеса и делового администрирования (ЕМВА) — Факультет «Стратегическое управление»

## Дополнительное образование
- Менеджмент трейнинг интернейшнл (MTI)
- Основы управленческой деятельности
- Современные методы управления предприятием
- Стандарты серии ИСО
- Философия и практика TQM

## Ученая степень
- доктор технических наук

## Семейное положение
- Женат, имеет двух сыновей

## Государственные и отраслевые награды
- 2001 — Лауреат премии Правительства Российской Федерации в области науки и техники
- 2002 — Почетное звание «Заслуженный конструктор Российской Федерации»
- 2005 — Почётный знак «110 лет П. О. Сухому» за значительный вклад в развитие авиации России и создание самолётов марки «Су»
- 2006 — Специальная премия холдинга «Сухой» в номинации «Лучший менеджер» за большой личный вклад в создание холдинга «Сухой»
- 2007 — Медаль «В память 850-летия Москвы»
- 2009 — Орден Почёта
- 2016 — Орден Александра Невского
- 2021 — Лауреат конкурса «Авиастроитель года»
- 2023 — Лауреат премии Правительства Российской Федерации в области науки и техники
- 2024 — Орден «За заслуги перед Отечеством» IV степени